# Lernaeenicus alatus
Lernaeenicus alatus is een eenoogkreeftjessoort uit de familie van de Pennellidae. De wetenschappelijke naam van de soort is voor het eerst geldig gepubliceerd in 1961 door Rangnekar.